# Caixa Espanha
Caixa Espanha, cujo nome completo é Caixa Espanha de Investimentos, Caixa de Aforros e Monte de Piedade (em espanhol Caja España de Inversiones, Caja de Ahorros y Monte de Piedad), é uma caixa de poupança de Castela e Leão que surgiu como resultado da fusão (em 1990) de cinco caixas:
- Caixa de Poupança e Monte de Piedade de Palência (fundada em 1881);
- Caixa de Poupança e Monte de Piedade de Leão (fundada em 1900);
- Caixa de Poupança Popular de Valladolid (fundada em 1916);
- Caixa de Poupança Provincial de Valladolid (fundada em 1940);
- Caixa de Poupança Provincial de Zamora (fundada em 1965).

Caixa Espanha é hoje a primeira entidade financeira de Castela e Leão e uma das primeiras do setor financeiro na Espanha. Em 30 de junho de 2007, seus 3.100 empregados questionavam as necessidades financeiras de 1.500.000 clientes, com recursos exteriores que somavam a 22 bilhões de euros, contando para isso com 583 sucursais repartidas pela maior parte do território espanhol, assim como com 720 caixas automáticas e um avançado sistema informático, cuja central operativa se encontra num moderno edifício em Leão.
Sua sede social se encontra na Casa Botines (Leão).